# Järnvägsolyckan i Wallan
Järnvägsolyckan i Wallan inträffade cirka klockan 19.43 den 20 februari 2020 i Wallan i Victoria i Australien då ett snabbtåg av typen XPT spårade ur. Tåget körde i ungefär 100 km/h när det körde över en växel i avvikande läge och spårade ur. Tågets förare och dess lots förolyckades. Ytterligare 5 anställda och 39 passagerare ådrog sig fysiska skador. Till följd av olyckan inleddes flera utredningar.

## Händelseförlopp och räddningsinsats
En signalanläggning vid Wallan skadades i en brand den 3 februari 2020. Enligt banförvaltarens verkställande direktör uppstod skadorna efter att en lastbil kom i beröring med en elledning. Detta slog ut linjeblockeringen från Donnybrook, förbi Wallan till Kilmore East och ett nytt system för trafikledning infördes den 6 februari. Fram dess att det nya systemet trädde i kraft till dagen för olyckan körde tåg förbi Wallan på huvudspåret, spår 1. På eftermiddagen dagen för olyckan ändrades detta till mötesspåret, spår 2.
Den 20 februari 2020 avgick olyckståget Sydneys centralstation mot Melbourne cirka klockan 07.40, som var den i tidstabellen angivna avgångstiden. Tåget var ett snabbtåg av typen XPT bestående av två drivenheter och fem personvagnar. När tåget bytte förare vid Junee Railway Station klockan 14.52 var det försenat i ungefär 85 minuter. Tågets resa fortsatte och efter flera stationsuppehåll stannade det vid en mellansignal vid Kilmore East cirka klockan 18.56. Ett mötande passagerartåg körde förbi cirka klockan 19.25 och cirka klockan 19.32 överlade tågföraren och fjärrtågklareraren om fortsatt körtillstånd. När detta beviljades fortsatte tåget med en lots som stigit på under uppehållet. Lotsen uppgift var bland annat att se till att säkerheten vid en plankorsning i Wallan inte äventyrades.
Som tåget körde mot Wallan ökade dess hastighet till ungefär 130 km/h, som var dess största tillåtna hastighet för sträckan. Kort innan tåget kom fram till mötesspåret i Wallan, cirka klockan 19.43, inleddes en nödbromsning. Detta sänkte tågets hastighet till ungefär 100 km/h och när det körde över växeln lagd mot mötesspåret spårade tåget ur. När ett tåg skulle inta mötesspåret i Wallan var den största tillåtna hastigheten 15 km/h.
Vid tiden för urspårningen fanns det 7 anställda och 153 passagerare ombord på tåget. Två anställda, tågets 54-årige förare och dess 49-årige lots, omkom. Ytterligare 5 anställda och 39 passagerare skadades fysiskt. En skadad kördes med ambulansbil till Royal Melbourne Hospital i Melbourne, sju skadade kördes till Northern Hospital i Epping samt tre skadade kördes till Kilmore and District Hospital i Kilmore. Även tåget och banan fick omfattande skador.

## Utredningar
Till följd av olyckan inleddes en utredning där det beslutades att Victorias Chief Investigator, Transport Safety skulle vara utredningsledare och bistås av såväl federala Australian Transport Safety Bureau som Office of Transport Safety Investigations från New South Wales. Worksafe Victoria inledde en utredning om arbetsplatsolycka, och även Victorias coroner påbörjade en utredning.